# Kiss & Tell
För albumet av Selena Gomez & the Scene, se Kiss & Tell (musikalbum av Selena Gomez & the Scene).
Kiss & Tell är det tredje studioalbumet av den svenska rockgruppen Sahara Hotnights, utgivet i maj 2004 på BMG/RCA Records. Det blev som bäst fyra på den svenska albumlistan. Från albumet släpptes singlarna "Hot Night Crash" och "Who Do You Dance For?", som båda tog sig in på Tracks.

## Mottagande

### Kritisk respons
Kiss & Tell fick ett varmt mottagande av musikkritiker. Expressen och Svenska Dagbladet gav båda albumet 4 av 5 i betyg. Anders Nunstedt från Expressen kallade Kiss & Tell för "kvartettens bästa platta". Han påpekade även att "Sahara Hotnights och producenten Pelle Gunnerfeldt (Fireside) har skruvat ner rattarna på distpedalerna, låtit trummorna bilda ett powerpop-groove i stället för en rockmatta och leker fram enkla syntriff". Stefan Malmqvist på Svenska Dagbladet skrev att "Kanske är det mitt misstag, men jag har nog alltid sett Sahara Hotnights som ett rockband. På Kiss & Tell låter de som ett rockband som vill vara ett popband." men också att "Cirka hälften av låtarna på Kiss & Tell är verkligen kalas. Allra bäst är saker som 'Hot Night Crash' och 'Walk on the Wire' där Sahara tillåter sig att vara ett riktigt rockband."
Albumet introducerades på den internationella marknaden genom artiklar från bland andra Entertainment Weekly. I deras recension skrev David Browne "På deras första amerikanska utgivning på ett större bolag strävar de efter härliga stunder, ibland trogna pojkvänner samt skräpmatshooks, och de hittar det i oblyg radiorock som 'Walk on the Wire' och singeln 'Hot Night Crash.' Allt på bara 37 minuter." Johnny Loftus på Pitchfork kommenterade "Kiss & Tell kanske är löjligt klatschig-- det perfekta paketet för en värld där brudar med attityd rockar Maybelline-- men det är ändå baserat i verkligheten och levererar bandets starkaste uttalande hittills."

### Kommersiell prestation
Kiss & Tell gick in som fyra på Sverigetopplistan den 28 maj 2004 och låg kvar på listan i 16 veckor totalt men nådde aldrig någon högre placering.

## Låtlista
Alla låtar är skrivna av Maria Andersson och Josephine Forsman.
1. "Who Do You Dance For?" – 2:19
2. "Hot Night Crash" – 2:42
3. "Empty Heart" – 2:54
4. "Walk on the Wire" – 2:54
5. "Mind Over Matter" – 3:17
6. "Stupid Tricks" – 3:52
7. "Nerves" – 3:08
8. "Stay/Stay Away" – 2:59
9. "Keep Calling My Baby" – 3:29
10. "The Difference Between Love and Hell" – 4:01
11. "Hangin'" – 3:19

## Medverkande
Sahara Hotnights
- Maria Andersson – sång, gitarr
- Jennie Asplund – gitarr
- Johanna Asplund – bas
- Josephine Forsman – trummor

Produktion
- Peter Alendahl – fotografi
- Doug Boehm – ljudmix
- Hansi Friberg – manager
- Pelle Gunnerfeldt – producent
- Johan Gustavsson – producent
- Ted Jensen – mastering
- Per Lindholm – A&R
- Steve Ralbovsky – A&R
- Rob Schnapf – ljudmix
- Walse Custom Design – formgivning

Källa

## Listplaceringar
| Lista (2004)                | Högsta position |
| --------------------------- | --------------- |
| Sverige (Sverigetopplistan) | 4               |